# Galway Castle
Die Galway Castle war ein 1911 in Dienst gestellter Passagierdampfer, der von der britischen Reederei Union-Castle Line im Passagier- und Postverkehr zwischen Großbritannien und Südafrika eingesetzt wurde. Am 12. September 1918 wurde das Schiff im Ärmelkanal von einem deutschen U-Boot torpediert, wodurch 143 Passagiere und Besatzungsmitglieder ums Leben kamen. Die Galway Castle sank drei Tage später.

## Das Schiff
Das 7.988 BRT große Dampfschiff Galway Castle wurde für die Union-Castle Line auf der Werft Harland & Wolff im nordirischen Belfast gebaut. Das 137,9 Meter lange und 17,2 Meter breite Schiff hatte einen maximalen Tiefgang von 9,4 Metern. Das Schiff lief am 12. April 1911 in Belfast vom Stapel und wurde im Oktober 1911 fertiggestellt. Die Galway Castle war das letzte an die Union-Castle Line gelieferte Schiff, bevor die Reederei 1912 von der Royal Mail Line übernommen wurde.
Der Doppelschraubendampfer hatte einen Schornstein, zwei Masten und war mit Vierfachexpansions-Dampfmaschinen ausgestattet, die 722 Pferdestärken leisteten und eine Höchstgeschwindigkeit von 12 Knoten (22,2 km/h) ermöglichten. An Bord war Platz für 87 Passagiere der Ersten, 130 der Zweiten und 195 der Dritten Klasse.
Die Galway Castle hatte zwei Schwesterschiffe, die ebenfalls 1911 in Dienst gestellt und für den London-South and East Africa Intermediate Service genannten Expressdienst im Passagier- und Güterverkehr nach Südafrika gebaut wurden. Diese waren die Gloucester Castle (7.999 BRT), die 1942 im südlichen Atlantik von einem deutschen Hilfskreuzer versenkt wurde und die Guildford Castle (8.036 BRT), die 1933 auf der Elbe nach einer Kollision mit dem Dampfer Stentor der Blue Funnel Line sank.

## Nach Kriegsausbruch
Im August 1914, direkt nach dem Ausbruch des Ersten Weltkriegs, wurde das Schiff in einen bewaffneten Hilfskreuzer umgerüstet und transportierte fortan Truppen von Kapstadt nach Namibia, die unter General Louis Botha gegen die deutschen Truppen aus Deutsch-Südwestafrika kämpften. Nach der Besetzung von Deutsch-Südwestafrika im Juli 1915 kehrte das Schiff in den kommerziellen Passagier- und Postverkehr zurück.
Am 3. August 1916 wurde die Galway Castle in der Themsemündung in der Nähe des Feuerschiffs Gull von einem deutschen Flugzeug angegriffen, kam aber ohne größeren Schaden davon, da die Bombe, die das Schiff traf, nicht explodierte. Am 12. Oktober 1917 strandete das Schiff am Orient Beach bei Quigney, einem Vorort von East London. Es konnte aber fünf Tage später flott gemacht werden und seine Fahrt fortsetzen.

## Versenkung
Am Dienstagmorgen, dem 10. September 1918, legte die Galway Castle unter dem Kommando von Kapitän W. B. Dyer († 1926) mit Passagieren, Fracht und Post in Plymouth zu einer Überfahrt nach Durban (damals Port Natal) ab. An Bord waren 204 Besatzungsmitglieder, 346 Passagiere und 400 südafrikanische verwundete Soldaten, insgesamt 950 Menschen.
Das Schiff war Teil eines Geleitzugs aus 16 Dampfern, der von mehreren Kreuzern und Zerstörern begleitet wurde. Am darauf folgenden Tag dampfte der Konvoi am Eingang zum Ärmelkanal in eine Schlechtwetterzone mit Starkwinden und hohem Wellengang, sodass der Geleitzug nur langsam vorankam. Kapitän Dyer wies die Passagiere an, zu jederzeit, auch nachts, angekleidet zu sein und Schwimmwesten zu tragen, solange man sich in der Gefahrenzone befand. Er begab sich nachts persönlich unter Deck in die Passagierunterkünfte, um sich davon zu überzeugen, dass seine Anweisungen befolgt wurden. Dabei stellte er fest, dass viele Passagiere trotzdem keine Schwimmwesten trugen und nur leicht bekleidet waren.
Außerdem ordnete er regelmäßige Rettungsübungen an den Bootsstationen an, aber aufgrund der schweren See waren viele Reisende seekrank und konnten nicht an den Übungen teilnehmen. Gegen 21.30 Uhr am Abend des 11. September, 36 Stunden nach dem Ablegen, begann der Konvoi sich aufzulösen. Während andere Schiffe des Konvois einen südlichen Kurs Richtung Mittelmeer einschlugen, nahm die Galway Castle auf Anweisung des Begleitschiffs Ebro einen Kurs in westlicher Richtung und erhöhte die Geschwindigkeit auf elf Knoten.
Die Nacht verlief ruhig, doch am 12. September 1918 um 7.40 Uhr morgens wurde die Galway Castle etwa 200 Seemeilen südwestlich von Land’s End von einer schweren Explosion erschüttert, die viele Menschen an Bord zu Boden warf und Kapitän Dyer auf der Brücke verletzte. Der Dampfer war von einem Torpedo des deutschen U-Boots U 82 getroffen worden, das sich unter dem Kommando von Kapitänleutnant Heinrich Middendorf auf Feindfahrt befand. Die Lichter an Bord gingen umgehend aus, die Funkanlage versagte und die Maschinen fielen aus. Innerhalb einer Minute rollte die Galway Castle manövrierunfähig in der See. Kapitän Dyer wollte Verbindung zum Maschinenraum aufnehmen, erhielt jedoch keine Antwort. Mehrere Maschinisten und Heizer waren durch die Explosion getötet worden. Der Maschinenraum begann schnell voll zu laufen.
Nachdem Dyer Passagiere und Besatzung zu den Bootsstationen befohlen hatte, inspizierte er den Schaden. Der Torpedo war an Backbord kurz vor dem Kesselraum eingeschlagen und war im Schiffskörper explodiert. Der Rumpf der Galway Castle war in der Mitte gebrochen, sodass sich das Schiff mittschiffs senkte, während Bug und Heck in die Höhe ragten. Durch diese Belastung brachen die Decksaufbauten in der Schiffsmitte langsam ein, was großen Lärm verursachte. Dyer gewann den Eindruck, dass das Schiff schnell sinken werde, und befahl daher das sofortige Bemannen und Aussetzen der Rettungsboote.
Die Evakuierung wurde durch den Bruch und die immer noch stürmische See erheblich erschwert. Durch den Bruch in der Schiffsmitte war die Kommunikation von der einen Hälfte des Schiffs zur anderen schwierig und viele Passagiere konnten die ihnen zugewiesenen Boote nicht erreichen. Außerdem waren einige Boote und Davits durch die Explosion beschädigt und unbrauchbar gemacht worden. Trotzdem konnten 18 der 21 Rettungsboote zu Wasser gelassen werden. Einige davon wurden durch die schwere See gegen die Schiffsseite geschleudert, ein anderes brach beim Aufsetzen auf das Wasser auseinander und warf seine Insassen in die See. Viele im Wasser schwimmende Menschen wurden von durch die Wellen umher gewirbelten Trümmern verletzt.
Die Ebro ließ in der Zwischenzeit Notrufe per Funk absetzen. Mehrere Zerstörer trafen daraufhin ein und bargen über mehrere Stunden hinweg Überlebende aus den Booten. Die Spitfire ging längsseits der Galway Castle und nahm die noch an Bord verbliebenen Menschen auf. Aus Plymouth trafen mehrere Schlepper ein, die den Dampfer ins Schlepptau nahmen. Die Galway Castle sank jedoch drei Tage nach der Torpedierung 160 Meilen südwestlich des Fastnet Rock auf der Position 48° 50′ N, 10° 40′ W. 143 Menschen kamen durch den Angriff ums Leben. Kapitän Dyer war unter den Überlebenden.